# Casa Brunsó
La Casa Brunsó és un edifici de Girona que forma part de l'Inventari del Patrimoni Arquitectònic de Catalunya.

## Descripció
És un edifici entre mitgeres amb baixos, quatre pisos i àtic. La façana es troba lleugerament esbiaixada en funció de la línia que marca el perímetre del carrer. El mur d'obra vista presenta obertures allargades verticals amb persianes corredisses que varien la composició de conjunt segons si estan obertes o tancades.